# Gary Paz
Jorge Gary Paz Ponce (Santa Cruz de la Sierra, Bolivia, 23 de abril de 1984) es un exfutbolista boliviano. Jugaba como centrocampista.

## Clubes
| Club             | País    | Año             |
| ---------------- | ------- | --------------- |
| San José         | Bolivia | 2004 - 2006     |
| Universitario    | Bolivia | 2007 - 2008     |
| La Paz FC        | Bolivia | 2009 - 2011     |
| Nacional Potosí  | Bolivia | 2012 - 2013     |
| Unión Maestranza | Bolivia | 2013            |
| Aurora           | Bolivia | 2014 - presente |